# برزی ویلیج، انتاریو
برزی ویلیج، انتاریو (به انگلیسی: Berczy Village, Ontario) یک منطقهٔ مسکونی در کانادا است که در شهرستان یورک (کانادا) واقع شده‌است. برزی ویلیج ۴٫۳۷ کیلومتر مربع مساحت و ۱۵٬۲۶۰ نفر جمعیت دارد و ۲۰۰ متر بالاتر از سطح دریا واقع شده‌است.